# Kulturåret 1789

## Födda
- 2 februari – Carl Alexander von Heideloff (död 1865), tysk arkitekt, målare och kopparstickare.
- 5 maj – Wilhelm Gumælius (död 1877), svensk präst, författare och riksdagsman.
- 28 maj – Bernhard Severin Ingemann (död 1862), dansk diktare och romanförfattare.
- 30 juni – Horace Vernet (död 1863), fransk målare.
- 3 juli – Friedrich Overbeck (död 1869), tysk målare, tecknare och illustratör.
- 5 september – Friedrich Wilhelm von Schadow (död 1862), tysk målare.
- 15 september – James Fenimore Cooper (död 1851), amerikansk författare.
- 27 september – Isaac Robert Cruikshank (död 1856), brittisk tecknare och illustratör.
- 11 oktober – Ludwig Ferdinand Schnorr von Carolsfeld (död 1853), tysk målare.
- 30 oktober - Elena Aschi, Österrike-född rumänsk pianist.
- 8 november – Anders Lindeberg (död 1849), svensk författare, militär, teaterman och journalist.
- 11 november – Pietro Tenerani (död 1869), italiensk skulptör.
- okänt datum – Elisabeth Charlotta Karsten (död 1856), svensk konstnär.

## Avlidna
- 23 januari – John Cleland (född 1709), engelsk författare.
- 14 juni – Johann Wilhelm Hertel (född 1727), tysk tonsättare, cembalist och violinist.